# Cercos ao Hospital Kamal Adwan
Durante a invasão israelense da Faixa de Gaza [en], o Hospital Kamal Adwan, localizado em Beit Lahia, Faixa de Gaza, Palestina, foi cercado várias vezes pelas Forças de Defesa de Israel (FDI) até ser desativado em 27 de dezembro de 2024.
Em 27 de dezembro de 2024, o exército israelense invadiu o hospital, incendiando-o e retirando à força pacientes e funcionários. Na ocasião, o Kamal Adwan era a última grande instalação médica em operação no norte de Gaza. As FDI alegaram que o hospital era um centro de comando do Hamas, e que médicos e enfermeiros eram "terroristas". Funcionários do hospital negaram essas alegações, e fontes observaram que as FDI não apresentaram evidências para suas afirmações.

## Contexto
Fundado em 2002 para tratar palestinos feridos durante a Segunda Intifada, o Hospital Kamal Adwan foi nomeado em homenagem ao líder da Fatah, Kamal Abdel Hafiz Adwan [en]. Segundo maior hospital no norte de Gaza, após o Hospital Indonesia [en], o Kamal Adwan frequentemente enfrenta escassez de suprimentos e equipamentos médicos devido ao Bloqueio da Faixa de Gaza e foi danificado em guerras anteriores.
O Hospital Kamal Adwan foi um ponto de conflito durante a Guerra de Gaza após a invasão israelense da Faixa de Gaza. O ataque de Israel ao Kamal Adwan ocorreu em meio a uma campanha mais ampla de ataques israelenses a instalações de saúde [en] na Faixa de Gaza. Em 3 de dezembro, as FDI atacaram a área próxima ao hospital, matando pelo menos quatro pessoas, segundo a Al Jazeera. Em 11 de dezembro, o diretor do hospital afirmou que Israel matou duas mães e seus recém-nascidos ao atacar a maternidade. Segundo a ONU News, o "departamento de maternidade foi supostamente atingido durante bombardeios, e duas mães foram mortas". Em agosto de 2024, o Hospital Kamal Adwan abrigava a única UTI neonatal ainda em funcionamento em Gaza.

## Dezembro de 2023
Em 12 de dezembro, Israel invadiu o Hospital Kamal Adwan. O chefe de pediatria relatou que as FDI ordenaram que todos os homens e meninos acima de 16 anos deixassem o hospital para serem revistados. Setenta profissionais médicos foram presos e levados para um local desconhecido. O diretor da Organização Mundial da Saúde, Dr. Tedros Adhanom Ghebreyesus, declarou estar "extremamente preocupado" com a situação no Kamal Adwan.
As FDI divulgaram um vídeo alegando que ele mostrava militantes próximos ao Kamal Adwan entregando suas armas. Essas alegações foram rapidamente contestadas por familiares que identificaram seus parentes não combatentes.
Em 14 de dezembro, o Ministério da Saúde de Gaza relatou que 2.500 deslocados internos foram evacuados à força, e que soldados das FDI impediram a equipe médica de continuar atendendo 12 bebês em cuidados intensivos e dez pacientes do pronto-socorro, resultando em duas mortes. Dr. Tedros Adhanom Ghebreyesus afirmou que pacientes evacuaram o hospital, resultando na morte de pacientes, incluindo uma criança de nove anos.
O Escritório das Nações Unidas para a Coordenação de Assuntos Humanitários afirmou em 16 de dezembro que, segundo relatos da mídia, "um trator militar israelense destruiu as tendas de vários deslocados internos fora do hospital, matando e ferindo um número não confirmado de pessoas". Um repórter descreveu "um massacre aterrorizante e cenas indizíveis", afirmando que "dezenas de deslocados, doentes e feridos foram enterrados vivos". Um homem relatou que seu filho de 25 anos foi enterrado vivo por tratores das FDI no Kamal Adwan, e no mesmo relato, as FDI foram acusadas de necroviolência [en] por atropelar corpos com um trator. Um vídeo que supostamente mostrava o incidente circulou, mas a France 24 informou que o vídeo não estava relacionado ao cerco ao hospital. O diretor geral do Ministério da Saúde de Gaza, Munir al-Bursh, disse que foi alvejado por forças israelenses enquanto dava uma coletiva de imprensa em frente ao hospital, e que as forças israelenses prenderam 70 profissionais médicos.
Israel alegou que o hospital era usado pelo Hamas para fins militares, argumentando que isso invalidava a proteção prevista nas Convenções de Genebra. Israel afirmou ter prendido 80 operativos do Hamas no local e encontrado armas no hospital. Funcionários relataram que tropas israelenses atiraram contra médicos e soltaram cães para atacar pacientes com deficiência.

### Detenção e interrogatório do diretor do hospital
Durante a incursão de 12 de dezembro, Israel capturou 90 indivíduos, incluindo o diretor do hospital, Ahmed Kahlout. Em 19 de dezembro, a agência de segurança israelense, Shin Bet, divulgou um vídeo no qual Kahlout confessava ser um militante do Hamas e dizia que o hospital era usado para fins militares. O Ministério da Saúde de Gaza afirmou que as confissões foram extraídas sob coerção [en].
No vídeo da confissão, Kahlout disse ter o "posto de general de brigada". O Ministério da Saúde de Gaza esclareceu que Kahlout fazia parte do Ministério do Interior da Autoridade Palestina, sob o departamento de "Serviços Médicos Militares". O ministério afirmou que patentes de estilo militar são frequentemente usadas em corpos médicos em todo o mundo. No vídeo, Kahlout também disse que muitos funcionários do hospital, incluindo médicos, enfermeiros, paramédicos e outros, também eram membros das Brigadas al-Qassam do Hamas, e que o Hamas escondia armas no hospital e integrava suas operações às funções do hospital. O Ministério da Saúde de Gaza afirmou que "as confissões de Kahlout foram extraídas sob uso de força, coerção, tortura e intimidação".

## Maio de 2024
Em maio de 2024, Israel bombardeou a área próxima ao hospital, o que o chefe da Organização Mundial da Saúde, Tedros Adhanom Ghebreyesus, classificou em 19 de maio como "profundamente preocupante". Adhanom Ghebreyesus afirmou em 21 de maio que o hospital foi atacado quatro vezes nas últimas 24 horas. No mesmo dia, o hospital foi evacuado, embora pacientes conectados a máquinas não pudessem ser removidos. Médicos relataram em 22 de maio que mísseis atingiram o departamento de emergência do hospital. Em 24 de maio, forças israelenses se reuniram fora da entrada do hospital, levando o chefe de enfermagem a afirmar: "É considerado praticamente, porque está cercado, não operacional". O hospital foi atingido duas vezes por artilharia. Em 25 de maio, o chefe de pediatria afirmou que as forças israelenses ainda cercavam o hospital. Após a retirada de Israel do campo de refugiados de Jabalia, a agência de defesa civil administrada pelo Hamas em Gaza afirmou que o exército israelense destruiu os principais geradores elétricos do hospital. Em agosto de 2024, autoridades do Hospital Kamal Adwan alertaram que o hospital corria risco de fechamento devido à falta de combustível e medicamentos, colocando 11 crianças em risco de morte.

## Outubro e novembro de 2024
Em outubro de 2024, durante o cerco ao Norte de Gaza [en], o exército israelense ordenou a evacuação completa do Hospital Kamal Adwan em 24 horas. O Dr. Hussam Abu Safia, diretor do hospital, afirmou que o hospital permaneceria em funcionamento, declarando: "Temos bebês e recém-nascidos na UTI. Mesmo que possamos evacuar alguns pacientes, não podemos abandonar o hospital, pois não há outro hospital que preste serviços e tratamento para crianças". Conforme o prazo de evacuação de Israel se aproximava, foi relatado que o exército israelense avançava sobre o hospital enquanto "cometia massacres contra civis". Em 24 de outubro de 2024, o diretor do hospital afirmou que o exército israelense estava cometendo "assassinatos deliberados". Ele declarou: "Há mais de 15 casos que precisam de cirurgias que não podemos realizar no hospital".
Em 24 de outubro de 2024, vídeos mostraram tanques israelenses disparando contra o hospital. Em 25 de outubro, Israel invadiu o hospital. O Ministério da Saúde da Palestina informou que 600 pacientes, acompanhantes e funcionários estavam presos. No dia seguinte, a Organização Mundial da Saúde informou que, enquanto o hospital ainda estava sob cerco, conseguiu restabelecer contato com seus funcionários, afirmando que quatro funcionários foram feridos, 44 trabalhadores de saúde foram detidos e quatro ambulâncias foram danificadas. O Ministério da Saúde de Gaza afirmou que as forças israelenses detiveram todos os funcionários médicos do sexo masculino. Em 27 de outubro, o Dr. Khalil Daqran declarou que apenas um funcionário médico permanecia em todo o hospital, e que as forças israelenses incendiaram partes do hospital, destruíram suas entradas e demoliram paredes. Em 28 de outubro, as FDI afirmaram que capturaram 100 militantes do Hamas durante a incursão ao Hospital Kamal Adwan. Tanto médicos locais quanto o Hamas negaram qualquer presença de militantes no hospital. Mais tarde naquele dia, as FDI se retiraram do hospital.
Após a incursão, o Ministério da Saúde de Gaza informou que duas crianças morreram na unidade de terapia intensiva devido à falha dos geradores do hospital, e que a estação de oxigênio foi alvo. Um dos dois médicos restantes no hospital alertou que "pacientes e feridos estão espalhados pelo chão do hospital". Autoridades afirmaram que um médico foi morto por um drone israelense. A OMS informou que continuou com as evacuações de pacientes, já que o prédio do Kamal Adwan estava danificado, quatro ambulâncias foram destruídas, e os pacientes precisavam de suprimentos médicos, comida e água. Em 31 de outubro, a ONU informou que um bombardeio no terceiro andar do hospital destruiu suprimentos médicos essenciais. Em 4 de novembro de 2024, o chefe da OMS, Tedros Adhanom, escreveu que, pouco após uma missão da OMS, um ataque relatado no terceiro andar feriu seis crianças pacientes. No mesmo dia, o Ministério da Saúde informou que havia "muitos" feridos entre pacientes e funcionários após Israel "bombardear violentamente" o hospital.
Em 30 de novembro de 2024, o chefe da Unidade de Terapia Intensiva, Dr. Ahmed Al-Kahlout, foi morto.

## Dezembro de 2024
Em 6 de dezembro de 2024, as FDI conduziram uma "série de ataques aéreos nos lados norte e oeste do hospital", seguidos de "tiroteios pesados e diretos", segundo o diretor do Hospital Kamal Adwan. Pelo menos 30 pessoas foram mortas por bombardeios israelenses, e outras 20 ficaram feridas. Mais tarde, tropas israelenses invadiram o hospital e mataram quatro médicos, deixando o hospital sem cirurgiões experientes. Segundo a Organização Mundial da Saúde, Israel não emitiu "nenhum aviso" antes da invasão e dos ataques.

### 26–27 de Dezembro
Em 26 de dezembro, um ataque israelense matou 50 pessoas em um prédio adjacente ao hospital que abrigava funcionários do hospital e suas famílias.
Em 27 de dezembro, o exército israelense invadiu o hospital, e autoridades do hospital disseram que as tropas israelenses incendiaram partes do hospital. O exército israelense forçou todos os pacientes e funcionários a deixar o hospital, e vídeos mostraram que Israel despiu os funcionários até a roupa íntima e os forçou a marchar do hospital para um destino desconhecido. O exército israelense também teria desligado os suprimentos de oxigênio.
O departamento cirúrgico, o laboratório e um depósito foram inicialmente incendiados, e o fogo se espalhou para outras partes do hospital. Imagens na mídia local mostraram fumaça saindo do hospital. O exército israelense afirmou que nunca entrou no hospital, que o incêndio no hospital foi "pequeno" e que não havia "nenhuma conexão" entre o incêndio e as atividades do exército israelense.
O exército israelense disse que deteve 240 indivíduos que alegou serem operativos do Hamas durante a operação e que o hospital servia como um ponto crítico para as operações do Hamas. Reservistas das FDI descreveram o hospital como contendo áreas designadas para uso militar: "Foi feito para parecer um hospital, e pacientes foram levados para lá apenas para aparências. Na realidade, há seções inteiras destinadas exclusivamente à entrada de terroristas do Hamas". As FDI não apresentaram evidências para essas alegações. As FDI afirmaram que forneceram avisos prévios a civis e funcionários, incentivando a evacuação antes das ações militares, para minimizar danos a indivíduos inocentes.
O diretor do hospital, Hussam Abu Safiya [en], foi um dos indivíduos detidos pelas FDI, e imagens de vídeo foram divulgadas mostrando-o caminhando em seu jaleco branco em direção a veículos blindados das FDI. Algumas fontes palestinas disseram que Abu Safiya está sendo mantido em Sde Teiman, um campo de detenção que, segundo relatos, mantém detentos em condições severas.
O Hospital Kamal Adwan está agora fora de serviço, após seus funcionários, pacientes e equipamentos serem transferidos para o Hospital Indonésio, também em Jabalia.

## Reações
A Ministra da Saúde da Palestina, Mai al-Kaila [en], pediu uma investigação sobre as ações israelenses no Kamal Adwan. Israel afirma que o hospital é um "reduto terrorista do Hamas", sem fornecer evidências. Funcionários do hospital negaram as alegações.
O Conselho para as Relações Americano-Islâmicas pediu uma investigação internacional das Nações Unidas. Tedros Adhanom Ghebreyesus afirmou que a OMS estava chocada com a "destruição efetiva" do hospital. O OHCHR, que recentemente relatou que os ataques israelenses (incluindo os cercos ao Hospital Kamal Adwan) levaram o sistema de saúde de Gaza "à beira do colapso total", disse que a violência contra hospitais levantava "graves preocupações". Em resposta, Israel disse que não ataca civis e que facilitou a evacuação de pacientes e funcionários para o Hospital Indonésio, fornecendo geradores, combustível e equipamentos médicos. Volker Türk [en], Alto Comissário da ONU para os Direitos Humanos, disse que "Israel não fundamentou muitas dessas alegações, que são frequentemente vagas e amplas. Em alguns casos, elas parecem ser contraditas por informações publicamente disponíveis". Ele também pediu uma investigação independente sobre os ataques de Israel a instalações e pessoal de saúde. A OMS também observou que o Hospital Indonésio "falta equipamentos e suprimentos necessários" para os pacientes que foram transferidos para lá, além de condenar os relatos de pessoas sendo "despidas e forçadas a caminhar em direção ao sul de Gaza".
O Hamas acusou os EUA e outros países ocidentais de encobrir crimes de guerra israelenses.
A detenção de Abu Safiya foi condenada por várias fontes. A Anistia Internacional pediu sua libertação e expressou preocupação com seu bem-estar devido ao "grande risco de tortura e maus-tratos". Centenas de trabalhadores de saúde pediram a libertação de Abu Safiya nas redes sociais. A OMS também expressou preocupação com os detidos e destacou a deterioração do sistema de saúde em Gaza. Relatores Especiais da ONU, Francesca Albanese e Tlaleng Mofokeng, condenaram os ataques ao Hospital Kamal Adwan e a detenção de Abu Safiya como "parte de um padrão de Israel para bombardear, destruir e aniquilar completamente a realização do direito à saúde em Gaza".